# Waldemar Derej
Waldemar Derej (ur. 1 stycznia 1936 w Dąbrowie Górniczej, zm. 6 lipca 1992) – polski działacz samorządowy i partyjny, prawnik, w latach 1975–1982 prezydent Kędzierzyna-Koźla.

## Życiorys
Syn Józefa i Julii z domu Koniecznej. Od 1945 mieszkał wraz z rodziną w Koźlu, gdzie ukończył szkołę zawodową. Wstąpił do Powszechnej Organizacji „Służba Polsce”, następnie ukończył szkołę oficerską i do 1956 służył w jednostce Ministerstwa Spraw Wewnętrznych w Katowicach. W latach 1956–1959 pracował jako sztygar w Przedsiębiorstwie Robót Górniczych w Katowicach, później do 1976 zatrudniony był w Kopalni Surowców Mineralnych w Januszkowicach: początkowo w dziale inwestycji, następnie jako dyrektor. W międzyczasie ukończył technikum górnicze i studia prawnicze na Wydziale Prawa, Administracji i Ekonomii Uniwersytetu Wrocławskiego.
W młodości działał w Związku Walki Młodych i Związku Młodzieży Polskiej. W latach 50. wstąpił do Polskiej Zjednoczonej Partii Robotniczej, a w latach 1960–1975 przewodniczył Powiatowemu Komitetowi Frontu Jedności Narodu w Koźlu. Po powstaniu miasta Kędzierzyn-Koźle pod koniec 1975 został wyznaczony do objęcia funkcji pierwszego prezydenta miasta (początkowo Kędzierzynem-Koźlem zarządzał delegowany z Urzędu Wojewódzkiego w Opolu Stanisław Jaroszewicz). Oficjalnie zatwierdzony na stanowisku 16 lutego 1976, objął je 15 marca 1976. W 1982 odszedł na emeryturę, został działaczem Towarzystwa Ziemi Kozielskiej.
10 lipca 1992 pochowany na cmentarzu komunalnym w Kuźniczkach.

## Odznaczenia i wyróżnienia
Odznaczony Krzyżem Kawalerskim Orderu Odrodzenia Polski i Odznaką „Zasłużony działacz Kultury Fizycznej”. Wyróżniony także Medalem 800-lecia Miasta Koźla i Odznaką „Za Zasługi dla Hufca ZHP Kędzierzyn-Koźle”.